# Emil Cossetto
Emil Cossetto (Trst, 12. listopada 1918. – Zagreb, 28. lipnja 2006.) bio je hrvatski skladatelj, dirigent, zborovođa i glazbeni pedagog.

## Životopis
Od najranijeg djetinjstva živio u Zagrebu, gdje je 1947. na Muzičkoj akademiji diplomirao dirigiranje. Surađivao je s mnogim domaćim i međunarodnim umjetničkim ansamblima. Bio je dugogodišnji dirigent više pjevačkih zborova među kojima i Mješovitog zbora Radio Zagreba, Simfonijskog orkestra JNA u Beogradu te Ansambla narodnih plesova i pjesama Hrvatske LADO u Zagrebu.
Najveći pečat ostavio je u zborskom amaterizmu. Godine 1945. osnovao je mješovite zborove OKUD-a "Joža Vlahović" i KUD-a "Moša Pijade" te ih vodio dugi niz godina. S negdašnjim “Vlahovićem”, koji je 1. svibnja 1992. promijenio ime u Mješoviti pjevački zbor “Emil Cossetto”, surađivao je doslovno do smrti. 
Velikom organizacijskom doprinosu Emila Cossetta u razvoju zborskog pjevanja valja pridodati njegovo dirigentsko umijeće, cijenjeno u međunarodnim razmjerima, kao i bogat, više od pola stoljeća stvaran zborski opus, koji je umnogome izmijenio programe naših mnogobrojnih pjevačkih zborova. Njegov interes je obuhvaćao mješovite, ali i muške, ženske te dječje sastave a cappella i uz pratnju klavira, raznih instrumentalnih kombinacija, sve do simfonijskog i tamburaškog orkestra.
Emil Cossetto bio je član, a u razdoblju od 1968. do 1970. godine i predsjednik Hrvatskoga društva skladatelja, član Hrvatskoga društva glazbenih umjetnika i počasni član Hrvatskoga glazbenoga zavoda.
Umro je nakon kratke bolesti u Zagrebu u 88. godini života.

## Djela
Iz opsežnog zborskog opusa izdvajaju se cjeline poput Suite 89 – "Z mojih bregov" i "Popevkice", naslovi uz četveroručnu klavirsku pratnju "Partita sefardica", "Et in terra pax", "Zorongo", "Vedri i meditativni valceri", "Oda miru", "Svatovski tropjevi" za ženski zbor, solo, recitatora i klavir te "Komitske igre" za muški zbor, klarinete i udaraljke. Pisao je za zbor uz simfonijski orkestar ("Borbena kantata", "Zagrebu", "Pjesme o mojoj zemlji", "Konjanik", "Zeleni Juro", "Rapsodia del cante jondo", "Balade Petrice Kerempuha"), vokalnu liriku s klavirskom ili orkestralnom pratnjom (ciklusi "Ljubavne pjesme", "Pjesme o majkama i herojima", "Sutonske pjesme", "Jama", "Romanse bosanskih sefarda", "Teme aškenaskih židova"), dok se u instrumentalnom opusu posvetio svim gudačkim i puhačkim glazbalima, uz klavirsku ili orkestralnu pratnju. Uz uobičajene simfonijske naslove – varijacije, divertimente, plesove i uvertire – autor je dviju opera: "Kristofor Kolumbo" i "Kraljevo" prema "Legendama" Miroslava Krleže. Svojim djelima pridonio je bogatstvu hrvatske glazbe, a pjevače u zborovima usmjerio je prema novim, današnjem slušateljstvu bliskijim sadržajima.
U Cossettovim interpretacijama hrvatskog folklora, rustikalni korijeni autohtonih glazbenih tradicija dolaze do punog izražaja, a tome treba pridodati i njegove obrade sefardskog i aškenaskog folklora kojima je bitno osuvremenio židovski dio repertoara zagrebačkoga zbora Lira. 
S oba je zbora na mnogobrojnim domaćim i stranim festivalima predstavljao visoku razinu naše zborske glazbe, ostvario bezbroj cjelovečernjih koncerata, sudjelovao u mnogim domaćim i stranim radio i TV produkcijama, snimio više desetaka LP-ja i CD-a te osvojio prva mjesta na najrenomiranijim svjetskim festivalima – u Italiji (Arezzo, Gorizia i Fivizzano), Austriji (Spittal), Mađarskoj (Debrecen) i Španjolskoj (Torrevieja). Njegove partiture bile su obvezni testovi na zborskim natjecanjima u Velikoj Britaniji (Llangollen International Musical Eisteddfod – Llangollen, Wales, UK) i Švicarskoj (Neuchatel, Montreux), a objavili su ih i vrlo ugledni strani nakladnici – SCHOTT (Mainz), TONOS (Darmstadt), Hegeul (Paris), A coeur joie (Lyon), Centro Iniciativas/T (Tolosa). Imao je i iznimno plodnu suradnju s Hrvatskom radiotelevizijom.

### Ladarke(1950.)
Kada se govori o Emilu Cossettu, nikako se ne smiju zaobići njegove "Ladarke" koje su i danas još uvijek nenadmašena skladba inspirirana hrvatskom tradicijskom glazbom.
"Ladarke" su suita u tri stavka (1. Ladarke idu v selo; 2. Pred starim majkama;
3. Ivanjska igra pred starim majkama) inspirirana djevojačkim ophodima na Ivanje.
Ne samo da mnogi zborovi diljem svijeta izvode ovu skladbu, već je ona postala sinonim za vrhunski folklorni doživljaj u folklornom miljeu.
Postoji pregršt pokušaja koreografiranja "Ladarki", manje ili više uspješnih, a kao najbolji scenski prikaz možemo izdvojiti koreografiju Zvonimira Ljevakovića koju izvodi Ansambl narodnih plesova i pjesama Hrvatske LADO.

### Balade Petrice Kerempuha(1978.)
Glazbeno-poetski recital za vokalne soliste, recitatora, mješoviti zbor i simfonijski orkestar u dva stavka.
I. stavak "Puntarija" (Anno Domini 1573; Ni med cvetjem ni pravice; 
Gumbelijum roža; Bogečka; Stric vujc; V megli;  
Baba cmizdri pod galgama; Khevenhiller)
II. stavak "Birtija" (Nokturno; Komendrijaški tanec; Galženjačka; Scherzo; Qui bene bibit; Kalendarska)

## Nagrade i priznanja
- 1947. – nagrada SR Hrvatske
- 1957. – nagrada Grada Zagreba
- 1964. – nagrada Grada Zagreba
- 1964. – nagrada Vladimir Nazor
- 1966. – Orden rada s crvenom zastavom
- 1972. – nagrada Milka Trnina
- 1975. – Orden zasluga za narod sa zlatnom zvijezdom
- 1985. – nagrada "Vladimir Nazor" za životno djelo
- 1986. – Povelja ZAVNOH-a
- 1997. – odlikovan je Redom Danice hrvatske s likom Antuna Radića
- 2000. – odlikovan je Redom Danice hrvatske s likom Marka Marulića
- 2001. – nagrada za kompoziciju Fivizzano (Italija)
- 2004. – nagrada Porin za poseban doprinos hrvatskoj glazbenoj kulturi (životno djelo)

## Poveznice
- Hrvatski skladatelji klasične i folklorne glazbe

## Vanjske poveznice
- Hrvatsko društvo skladatelja: Cossetto, Emil
- Cossetto, Emil Hrvatska enciklopedija. LZMK
- LZMK / Proleksis enciklopedija: Cossetto, Emil
- Porin.info (arhiv): Dobitnici nagrada za životno djelo – Emil Cossetto
- MPZ »Emil Cossetto« (životopis)  Arhivirana inačica izvorne stranice od 10. srpnja 2012. (Wayback Machine)
- HDS ZAMP: Emil Cossetto (popis djela)